# Interregio (Österreich)
Der Interregio (IR) ist eine geplante Zuggattung der Österreichischen Bundesbahnen (ÖBB), die ab August 2025 eingeführt werden soll. Er soll künftig getaktete Fernverkehrsverbindungen auf Strecken, die sonst nicht von Fernzügen bedient würden, bieten oder bestehende im Zwei- oder Vierstundentakt verkehrende Fernzüge ergänzen. Zuerst soll ab 4. August 2025 ein werktägliches Interregio-Zugpaar 595/696 am Tauern zwischen Salzburg und Mallnitz-Obervellach fahren. Anschließend ist geplant, dass Interregios ab 6. Oktober 2025 auf der IR-Linie Pyhrn zwischen Graz und Linz die bisherigen IC-Züge ablösen.

## Konzept
Geplant ist, dass die Züge durch mehr Halte als bisherige Intercity- (IC), Eurocity- (EC), Schnellzug- (D) oder Railjet-Verbindungen (RJ, RJX) auch kleinere Städte an den Fernverkehr anbinden. Da Städte wie zum Beispiel zwischen Leoben und dem Neumarkter Sattel ihre Fernverkehrs-Verbindungen ab Inbetriebnahme der Koralmbahn verlieren, dienen die IR-Züge als Zubringer zu den hochrangigen Fernverkehrsstrecken (Railjet-Strecken).

## Linien
Folgende Linien sind geplant:
- IR Aichfeld: Klagenfurt – Unzmarkt – Bruck/Mur – Graz
  - 60-Minuten-Takt (120-Minuten-Takt nach Graz, zwischen Bruck an der Mur und Graz gemeinsam geführt mit IR Ennstal-Pinzgau)
- IR Ennstal-Pinzgau: Wörgl – Bischofshofen – Salzburg/Graz
  - 120-Minuten-Takt Wörgl – Bischofshofen – Salzburg
  - 120-Minuten-Takt Wörgl – Bischofshofen – Selzthal – Bruck/Mur – Graz (zwischen Bruck an der Mur und Graz gemeinsam geführt mit IR Aichfeld)
- IR Pyhrn: Graz – Leoben – Selzthal – Linz
  - 120-Minuten-Takt
- IR Alpe-Adria: Salzburg – Bischofshofen – Villach – Tarvisio Boscoverde
  - 120-Minuten-Takt
- IR Mur-Drau: Graz – Spielfeld-Straß – Maribor
  - 60-Minuten-Takt Montag bis Freitag, 120-Minuten-Takt Samstag und Sonntag

## Fahrzeuge
Das Konzept sieht von Beginn an auf allen InterRegio-Linien planmäßig vollständig den Einsatz von Neufahrzeugen mit folgenden Eigenschaften vor:
- Barrierefreiheit
- ausschließlich niederflurige Einstiege
- ausschließlich klimatisierte Wagen mit Info-Monitoren, WLAN und dem Portal Railnet
- Möglichkeit zur Sitzplatzreservierung
- Mehrzweckbereiche
- Verpflegungsstation für Snacks und Getränke

Die IR-Züge sollten ursprünglich aus Triebwagen des Typs Talent 3 gebildet werden, die jedoch aufgrund von Zulassungsproblemen nicht bei den Österreichischen Bundesbahnen zum Einsatz kamen.
Die Österreichischen Bundesbahnen schrieben daraufhin in einem ersten Schritt nochmals neue Siemens Desiro ML für den Einsatz auf den inneralpinen Strecken aus. Voraussichtlich wird die Aufnahme der IR-Verbindungen mit diesen Zügen stattfinden. 2023 gewann Siemens die Ausschreibung für einen Rahmenvertrag über bis zu 540 Mireo unter anderem im inneralpinen Fernverkehr. Im Dezember 2023 wurden 70 Fahrzeuge, darunter 31 Fahrzeuge (Länge 106 m) für den Fernverkehr bestellt. Diese Fahrzeuge werden allerdings voraussichtlich erst ab Fahrplanwechsel 2027 zur Verfügung stehen. Gemäß Verkehrsdienstevertrag werden diese mindestens sechs Einstiege pro Seite aufweisen und eine erste sowie zweite Klasse.

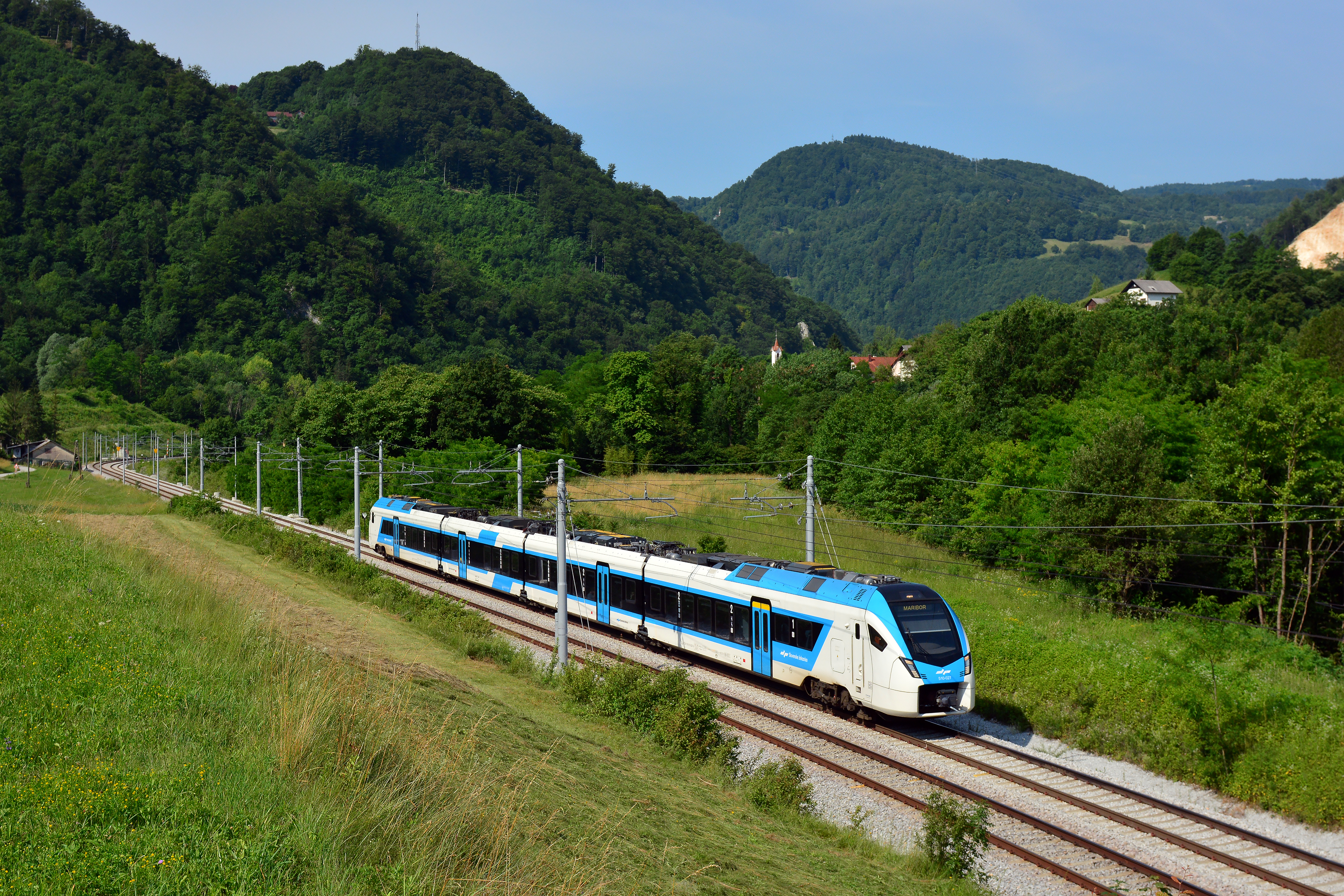
Stadler Flirt 4 der SŽ

Die Linie IR Mur-Drau (Graz–Maribor) soll mit Stadler Flirt der Slovenske železnice betrieben werden, welche auf dieser Route bereits seit 21. März 2024 als Schnellzug (D) zum Einsatz kommen.